# ブルーノ・ガスパール
ブルーノ・ミゲル・ボイアルヴォ・ガスパール（Bruno Miguel Boialvo Gaspar、1993年4月21日 - ）は、ポルトガル・エヴォラ出身のサッカー選手。ポジションはDF。ヴィトーリアSC所属。

## 経歴
2014年9月2日、ヴィトーリアSCに期限付き移籍した。翌シーズンは完全移籍に移行し、4年契約を結んだ。
2017年6月19日、ACFフィオレンティーナと5年契約を結んだ。
2018年6月、かつて所属したSLベンフィカ最大のライバルであるスポルティングCPと5年契約を結んだ。

## タイトル
スポルティングCP
- タッサ・デ・ポルトガル: 2018-19[6]
- タッサ・ダ・リーガ: 2018-19